# Hang động dung nham

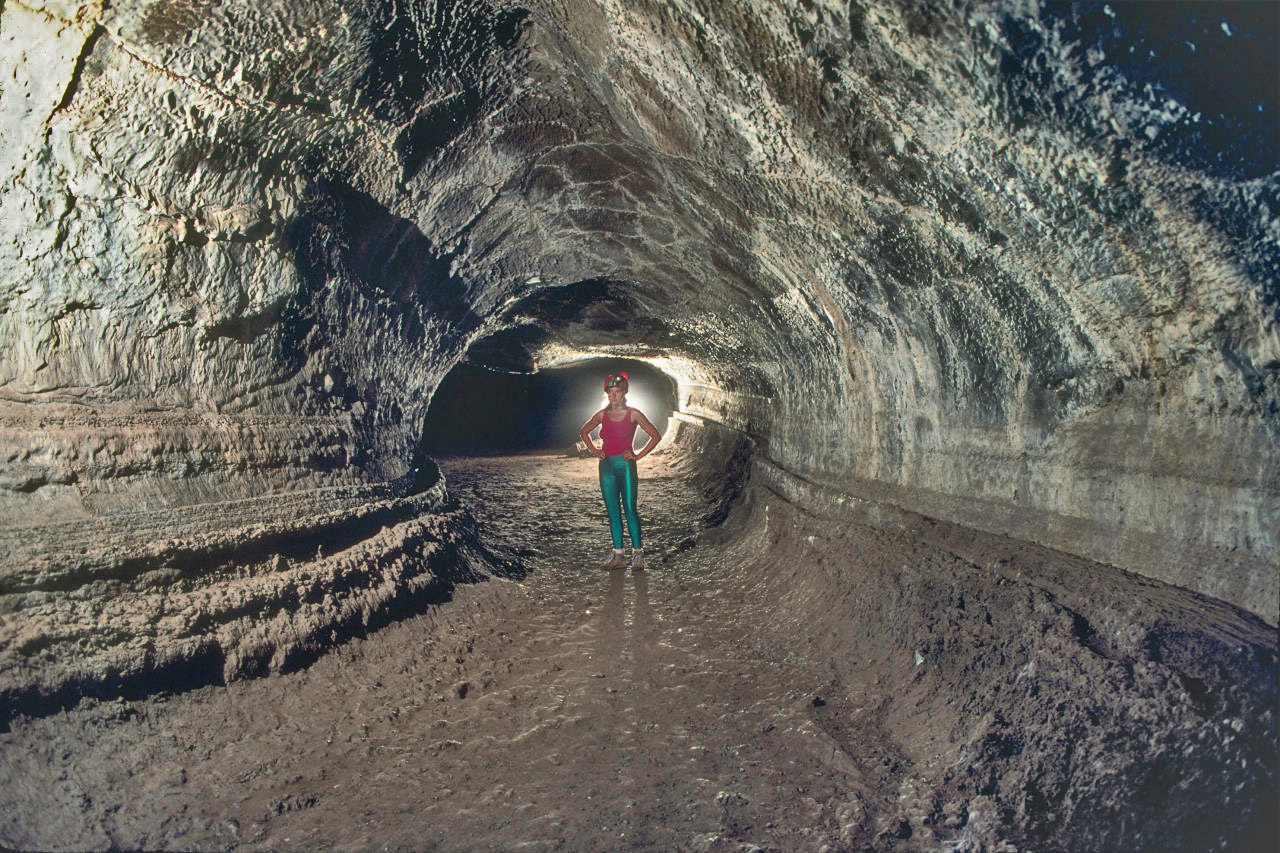
Hang động Valentine ở Lava Beds National Monument, California. Đây là một dạng ống dẫn dung nham cổ điển và các vết trên thành là vết tích dòng chảy dung nham trước đây.

Hang động dung nham là một dạng hang động tự nhiên được hình thành khi dòng dung nham chảy bên dưới bề mặt của dòng dung nham đã cứng hơn. Các ống dẫn này có thể là kênh thoát dung nham từ các núi lửa đang phun trào hoặc núi lửa đã tắt, có nghĩa là dòng chảy dung nham đã chấm dứt và đá bị nguội lại tạo thành các kênh dẫn giống như các hang động kéo dài.